# Washington Death with Dignity Act
Der Washington Death with Dignity Act (deutsch: Gesetz des Staates Washington über Sterben in Würde) ist ein Gesetz im US-Bundesstaat Washington aus dem Jahr 2008. Es erlaubt einen ärztlich-assistierten Suizid und regelt die Voraussetzungen hierfür. Mit dem Gesetz, das sich zu großen Teilen an dem des Nachbarstaats Oregon von 1997 orientiert, ist Washington der zweite US-Bundesstaat, der ärztliche Sterbehilfe legalisiert hat. Das Gesetz trat am 5. März 2009 in Kraft.

## Gesetzesinhalt
Das Gesetz beinhaltet im Wesentlichen das Zubilligen des Rechts, sich vom Arzt tödlich wirkende Arzneimittel verschreiben zu lassen und diese selbst einzunehmen. Die Erlaubnis kann nur unheilbar kranken, geistig zurechnungsfähigen, erwachsenen Washingtoner Einwohnern mit einer verbliebenen Lebenserwartung von maximal sechs Monaten erteilt werden. Das Gesetz verlangt zwei mündliche Bitten und eine schriftliche Bitte um Verschreibung des todbringenden Medikaments sowie ein Gutachten zweier Ärzte. Bis zur Einnahme des Medikaments bedarf es einer Wartezeit und der Bestätigung eines Arztes, dass es sich um eine informierte und reiflich überlegte Entscheidung handelt. Ärzte, Patienten und alle anderen Personen, die in gutem Glauben gehandelt haben, genießen straf- und zivilrechtliche Immunität.
Die Bestimmungen im Gesetz schließen Folgendes ein:
- Der Patient muss ein Erwachsener (18 Jahre oder älter) sein sowie seinen Wohnsitz im Staat Washington haben.
- Der Patient muss einsichtsfähig sein, was durch zwei Ärzte (oder ein Gutachten über die psychische Verfassung) nachgewiesen sein muss.
- Der Patient muss unheilbar krank sein und eine Lebenserwartung von weniger als 6 Monaten haben, was von zwei Ärzten geprüft sein muss.
- Der Patient muss seine Bitte freiwillig und ohne Zwang stellen, was von zwei Ärzten nachgeprüft worden ist.
- Der Patient muss über alle anderen Möglichkeiten einschließlich Palliativmedizin und sozialen Unterstützungsleistungen informiert worden sein.
- Es gibt eine 15-tägige Wartezeit zwischen der ersten mündlichen Bitte und einer schriftlichen Bitte.
- Es gibt eine 48-stündige Wartezeit zwischen der schriftlichen Bitte und dem Erteilen der Genehmigung.
- Die schriftliche Bitte muss von zwei unabhängigen Zeugen unterzeichnet werden, von denen mindestens einer mit dem Patienten weder verwandt noch Betreiber oder Angestellter der Gesundheitseinrichtung sein darf, die den Patienten betreut.
- Der Patient wird dazu ermutigt, mit seiner Familie (freiwillig) über seine Entscheidung zu sprechen.
- Der Patient kann zu jeder Zeit und auf jede Art und Weise seine Meinung ändern und den Antrag zurückziehen.

## Entstehungsgeschichte
Im Jahr 2008 stimmten mit der Washington Initiative Measure 1000 (Abstimmungsinitiative Nr. 1000) die Wähler im Bundesstaat Washington über ein Gesetz zur Sterbehilfe ab. Für die Verabschiedung eines solchen Gesetzes setzte sich vor allem Booth Gardner, der an Parkinson leidende ehemalige Gouverneur Washingtons, ein.
Zur Abstimmung am 4. November 2008 wurden 1.715.219 Stimmen (57,82 Prozent) für das Referendum und 1.251.255 Stimmen (42,18 Prozent) dagegen abgegeben, 30 von 39 Counties stimmten für die Initiative.
1991 wurde die ähnliche Abstimmungsinitiative Nr. 119 von den Washingtoner Stimmberechtigten mit 54 Prozent zu 46 Prozent zurückgewiesen. Diese Initiative hätte es den Ärzten erlaubt, die tödliche Dosis auch direkt zu verabreichen, wenn der unheilbar Kranke es nicht selbst einnehmen konnte. Anders als in dieser Gesetzesinitiative verlangt das jetzige Gesetz, dass der Patient das Medikament selbst einnimmt.
Die Washingtoner Gesetzesinitiative beruht auf dem Oregon Ballot Measure No. 16, aus dem 1994 der Oregon Death with Dignity Act hervorging. Oregon ist der einzige US-Bundesstaat, der über eine ähnliche Sterbehilfegesetzgebung verfügt.